# Stein der schwangeren Frau

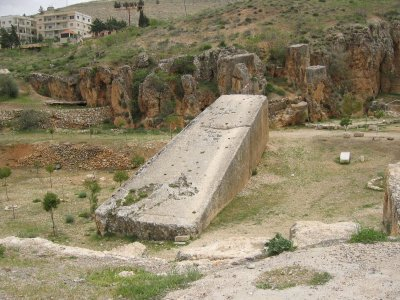
Gesamtansicht des Steins der schwangeren Frau 2004

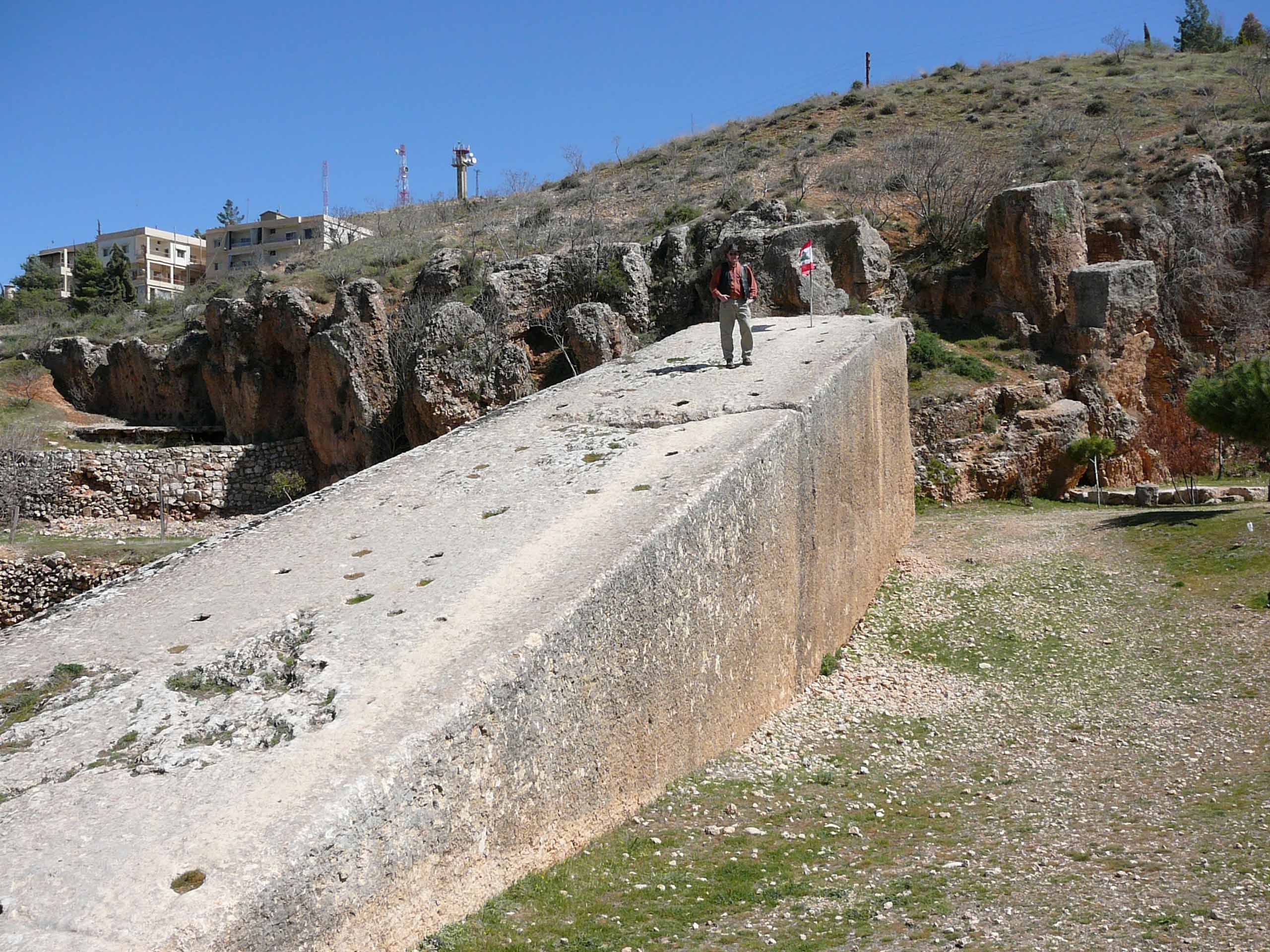
Größenvergleich des Steins der schwangeren Frau 2007

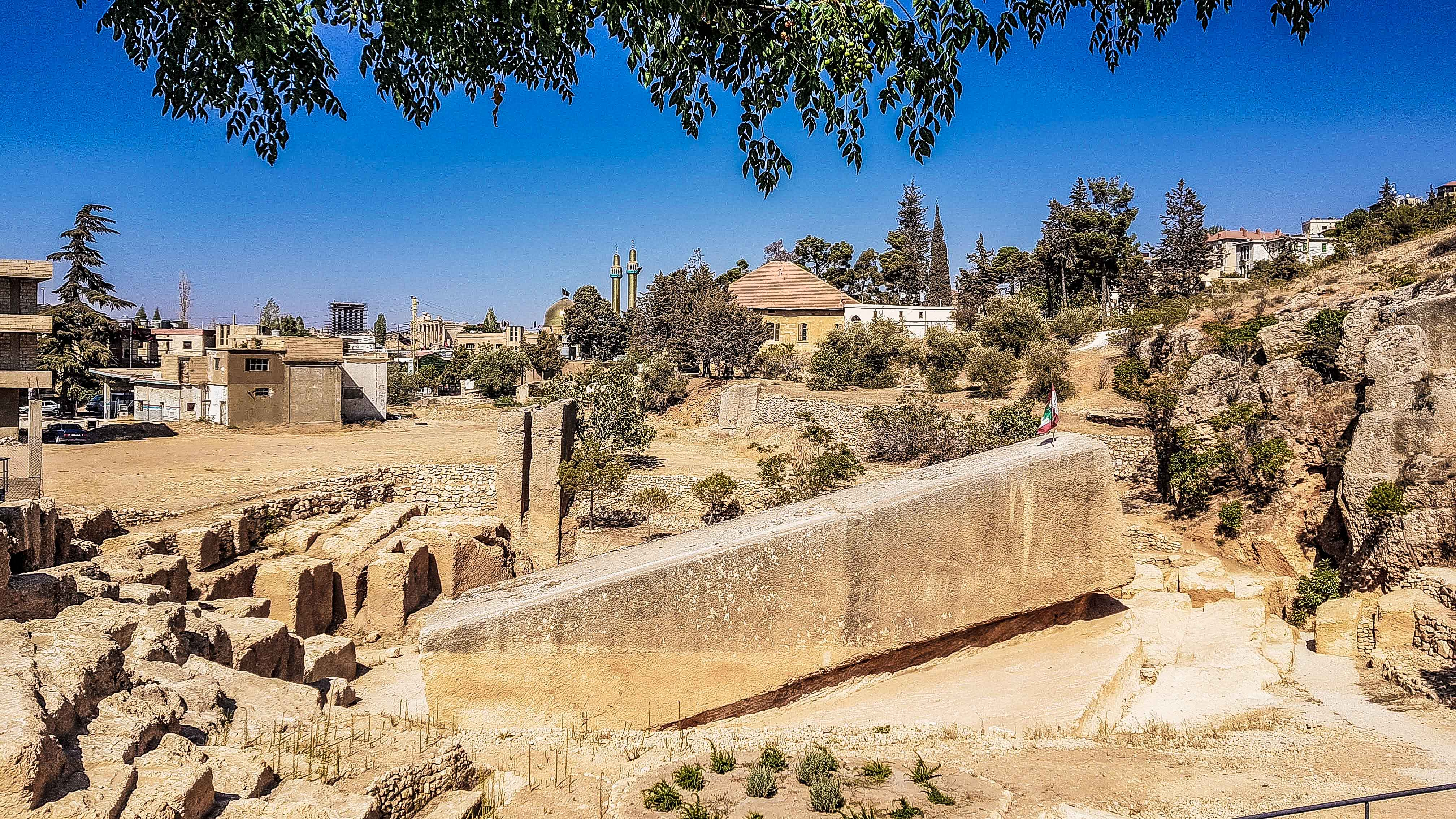
Aufnahme des Monolithen vom September 2018, inzwischen komplett freigelegt

Der Stein der schwangeren Frau (arabisch حجر الحبلى Hadschar al-Hubla, DMG ḥaǧar al-ḥublā) oder Stein des Südens ist ein römischer Monolith, der sich im Steinbruch von Baalbek im Libanon befindet und als einer der weltgrößten Monolithen gilt. Zwei weitere, noch größere antike Monolithen wurden in den 1990er Jahren und 2014 unweit davon entdeckt. Die drei Kalksteinblöcke waren als Bausteine für den für seinen Gigantismus berühmten römischen Tempelkomplex von Baalbek bestimmt, wurden aber nie aus dem Steinbruch fortbewegt.

## Stein der schwangeren Frau

### Beschreibung
Der bearbeitete Steinblock aus cretacischem Kalkstein ist
- 20,31–20,76 m lang,
- unten 4 m, oben 4,14–5,29 m breit und
- 4,21–4,32 m hoch.[1]

Bei einer Dichte von 2,6–2,8 g/cm³ wiegt der Monolith etwa 1000 t.
Der Stein ist auf drei Längsseiten bearbeitet und war lange Zeit zum Teil von Erdreich bedeckt. Auf der vom Erdreich bedeckten Seite – Kopfseite genannt – ist der große Quader nicht bearbeitet, sondern bruchrau. An diesem Ende des Steins ist eine erkennbare Rille eingeschlagen, die möglicherweise zum winkelrechten Anarbeiten der Kopfseite diente. Der aus dem Sand herausragende Fuß des Steinblocks wie auch die Oberseite und die Nebenseiten sind bearbeitet. Die Oberseite wurde durch das Betreten von Touristen stark geglättet und die Bearbeitungsspuren wurden dort eingeebnet. Im oberen Drittel hat der Stein einen Riss, der allerdings nicht durch den Stein hindurchreicht und nicht bruchgefährdend ist.
Über diesen Stein berichtete der Ritter Martin Baumgarten aus Kufstein bereits im frühen 16. Jahrhundert. Baumgarten stellte Buchstaben einer römischen Inschrift darauf fest, die sich möglicherweise auf einen Kaiser oder auf eine Gottheit bezieht.
1996 wurde der antike Steinbruch, aus dem der Steinblock stammt, von österreichischen Wissenschaftlern aus Linz erfasst und zwei große Steinblöcke digital vermessen, um die Bearbeitungsstufen zu analysieren. Da der Steinbruch 900 Meter vom „Heiligen Bezirk“, den Tempelanlagen von Baalbek entfernt ist, wird die Ansicht vertreten, dass er zu den drei ähnlich großen Monolithen – den sogenannten „Trilithos“ (nicht zu verwechseln mit dem Torbau Trilith) – gehört, die einen Teil des Podiums des Jupitertempels bilden. Diese drei Monolithen, die im Jupitertempel verbaut wurden, wiegen durchschnittlich 800 t.

### Transportproblem
Wie der Steintransport des Kalksteinblocks letzten Endes vorgesehen war, ist ungeklärt. Es ist davon auszugehen, dass er nicht auf hölzernen Rollen oder Schlitten geplant war, da diese zerdrückt worden bzw. im Sandboden eingesunken wären. Allerdings ist ein Transport von Steinen mit extrem großer Masse durchaus möglich: Dies wird von Wissenschaftlern mit dem Beispiel der Aufstellung des Obelisken auf dem Petersplatz von 1586 mit 47 Seilwinden, 900 Arbeitern und 150 Pferden in den Bereich des Möglichen gerückt.

### Namensgebung
Die Größe des Steins führte zur Mythenbildung. Arabischen Legenden zufolge weist er auf den Beginn des Menschengeschlechts hin. Ferner werden außerirdische Wesen mit dem Stein in Zusammenhang gebracht und auf vorrömische mythische Wesen und Kulturen hingewiesen.

## Weitere Monolithen

### Unbenannter Monolith I

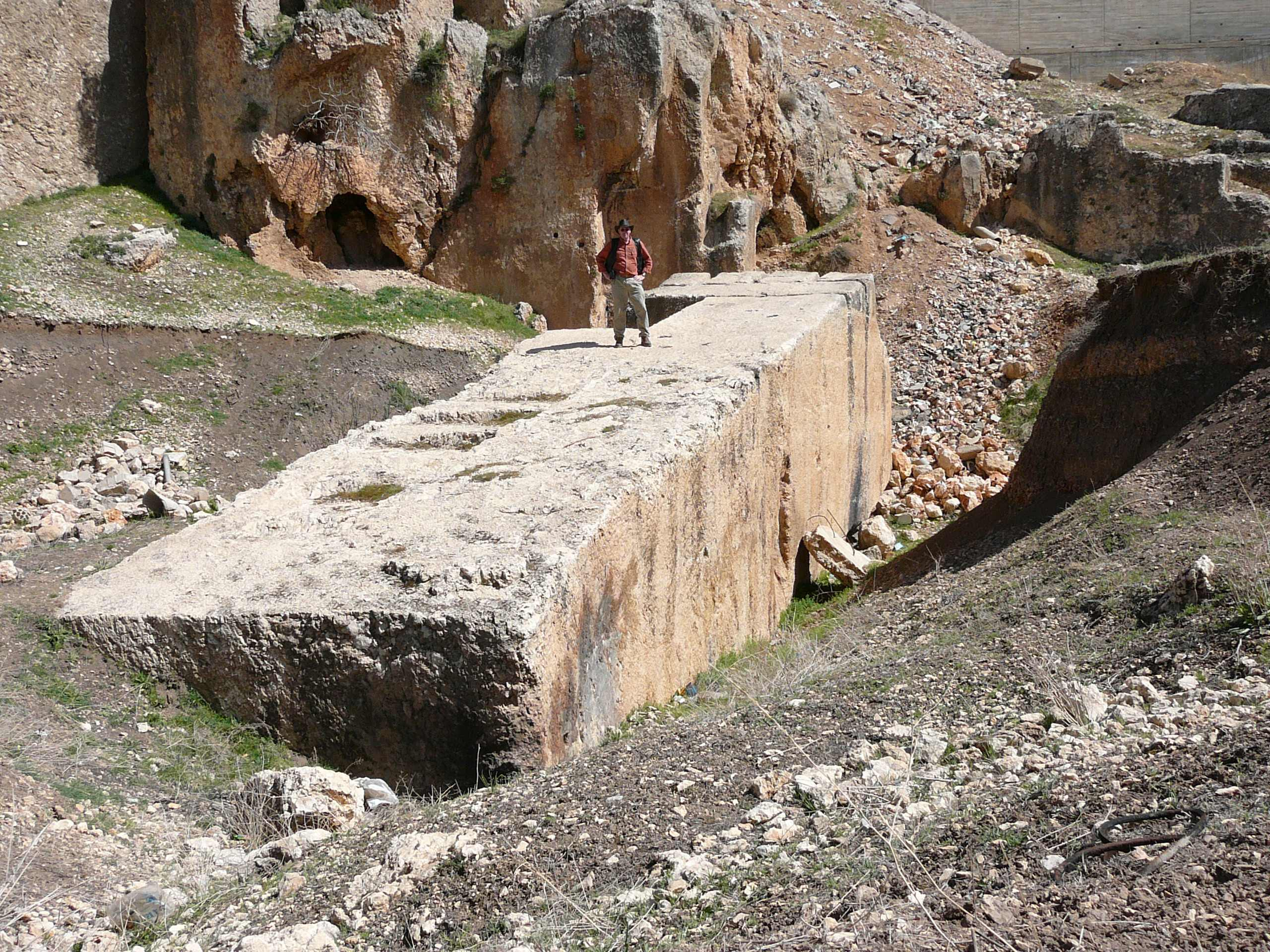
In den 1990er Jahren entdeckter, benachbarter Monolith (1242 t)

Ein weiterer, sogar noch größerer Monolith wurde in den 1990er Jahren zufällig entdeckt. Der ebenfalls aus cretacischem Kalkstein bestehende Baustein wiegt nach den Berechnungen der Linzer Wissenschaftler 1242 t.
Unter der Annahme, dass der rechteckige Block sich unterirdisch in den nicht einsehbaren Bereichen fortsetzt, betragen seine Abmessungen:
- 19,5–20,5 m Länge[4]
- 4,34–4,56 m Breite[4]
- 4,5 m Höhe[4]

### Unbenannter Monolith II

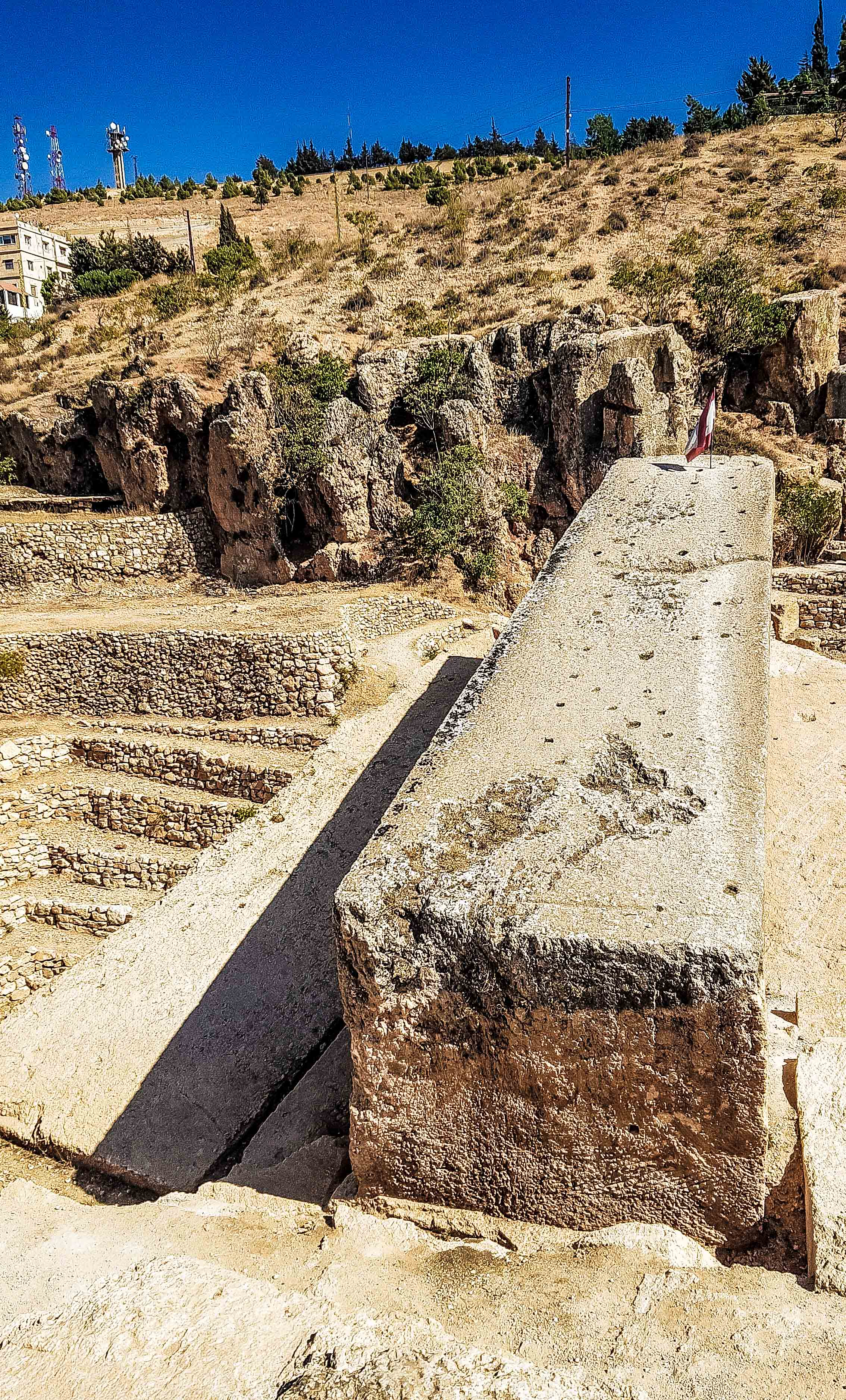
Erst 2014 entdeckt, liegt der Monolith (im Bild links) neben dem Stein der schwangeren Frau (1650 t)

Bei der Freilegung des Steins der schwangeren Frau im Jahr 2014 entdeckte ein libanesisch-deutsches Forscherteam einen weiteren Monolithen mit einer geschätzten Masse von etwa 1650 t und folgenden Abmessungen:
- 19,6 m Länge
- 6 m Breite
- mindestens 5,5 m Höhe

Damit handelt sich um den bislang größten bekannten Steinblock der Antike.

## Rezeption
- Der Stein der schwangeren Frau wird im Dokumentarfilm Architecton gezeigt.